# Lamon
Lamon is een gemeente in de Italiaanse provincie Belluno (regio Veneto) en telt 3322 inwoners (31-12-2004). De oppervlakte bedraagt 54,3 km², de bevolkingsdichtheid is 61 inwoners per km².
De volgende frazioni maken deel uit van de gemeente: Arina, Belott, Cess, Chioè, Piei, Pian del vescovo, San Donato.

## Demografie
Lamon telt ongeveer 1442 huishoudens. Het aantal inwoners daalde in de periode 1991-2001 met 8,8% volgens cijfers uit de tienjaarlijkse volkstellingen van ISTAT.
| Jaar | Inwoneraantal |
| ---- | ------------- |
| 1991 | 3743          |
| 2001 | 3412          |

## Geografie
De gemeente ligt op ongeveer 594 m boven zeeniveau.
Lamon grenst aan de volgende gemeenten: Arsiè, Canal San Bovo (TN), Castello Tesino (TN), Cinte Tesino (TN), Fonzaso, Sovramonte.